# إيان غيبونز (موسيقي)
إيان غيبونز (بالإنجليزية: Ian Gibbons) هو موسيقي بريطاني، ولد في 18 يوليو 1952.

## وصلات خارجية
- إيان غيبونز على موقع IMDb (الإنجليزية)
- إيان غيبونز على موقع ميوزك برينز (الإنجليزية)
- إيان غيبونز على موقع أول موفي (الإنجليزية)
- إيان غيبونز على موقع ديسكوغز (الإنجليزية)
- إيان غيبونز على موقع كينوبويسك (الروسية)